# 1 Minute au Musée
1 Minute au Musée (no Brasil 1 Minuto no Museu) é uma série de desenho animado criado na França, no Brasil a série começou a ser exibida pela TV Cultura e atualmente é exibida na TV Escola, também foi exibida em DVD, a série mostra três amigos Rafael, Mona e Nabi falando de pinturas conhecidas.

## Personagens
Rafael
O mais velho deles têm cabelo roxo e é o que mais explica as pinturas
Mona
A mais inteligênte deles usa óculos e têm boas notas em seu boletim escolar
Nabi
O mais novo e teimoso deles usa um chapéu cor-de-vinho e normalmente não sabe da pinturas

## Exibição noBrasil
No Brasil a série começou a ser exibida na TV Cultura entre 2009 e 2010 durante seus intervalos comerciais junto de outra série intitulada "Bandeiras do Mundo". Mais tarde passou a ser exibida pela TV Escola mais ou menos a partir de 2012 e começou a ser exibido em DVD dividio em 2 DVDs

## Episódios
| Episódio | Pintura em português                        |
| -------- | ------------------------------------------- |
| 1        | Nu Em Azul II                               |
| 2        | A Pega                                      |
| 3        | Noite Estrelada                             |
| 4        | O Porteiro de Hotel                         |
| 5        | A Mulher com o Violão                       |
| 6        | Agradável Campo - 5º Rayograma              |
| 7        | Um Lugar Agitado                            |
| 8        | Um Casal Sobre a Torre Eiffel               |
| 9        | Leilão de Escrevos                          |
| 10       | Mulher em Pé                                |
| 11       | Era Industrial                              |
| 12       | Estudo para Quadro Biombo com Coelhos       |
| 13       | Compressão                                  |
| 14       | Degraus e Escadarias                        |
| 15       | Jogo de Cartas dos Invalidos de Guerra      |
| 16       | Prata Sobre Preto Branco Amarelo e Vermelho |
| 17       | Serigrafia de um Quadrado Preto             |
| 18       | Mulher                                      |
| 19       | Pintura 15 de Dezembro de 1959              |
| 20       | Construtores e o Aloé                       |
| 21       | Menina com Boneca de Barro                  |
| 22       | ETR                                         |
| 23       | Golpe com Chapél                            |
| 24       | Alom                                        |
| 25       | Personagem                                  |
| 26       | Mercúrio Passando em Frente ao Sol          |
| 27       | Acontecimento Suave                         |
| 28       | Vermelho Claro sobre Preto                  |
| 29       | Carcaça e Ave de Rapina                     |
| 30       | Dia Ensolarado                              |
| 31       | Antropometria em Azul                       |
| 32       | Colunas de Daniel Buren                     |
| 33       | A Persistência da Memória                   |
| 34       | Sem Título                                  |
| 35       | Munumento Funerário                         |
| 36       | O Bom Exemplo                               |
| 37       | O Galo                                      |
| 38       | Composição                                  |
| 39       | Vamos Lá, Crianças                          |
| 40       | Marilyn                                     |
| 41       | Kizzete em Rosa                             |
| 42       | Dois Pássaros Voando                        |